# Парламентские выборы в Австрии (1999)
Выборы в Национальный совет Австрии прошли 3 октября 1999 и вызвали огромный переворот в политическом ландшафте. На этих выборах впервые на второе место вышла ультраправая партия — Австрийская Партия Свободы.

## Результаты
Результаты выборов в Национальный совет Австрии.
| Партия                                               | Голоса    | %     | Места | +/- |
| ---------------------------------------------------- | --------- | ----- | ----- | --- |
| Социал-демократическая партия Австрии                | 1 532 448 | 33,15 | 65    | ▼6  |
| Австрийская партия свободы                           | 1 244 087 | 26,91 | 52    | ▲11 |
| Австрийская народная партия                          | 1 243 672 | 26,91 | 52    | ▬   |
| Зеленые — «Зеленая альтернатива»                     | 342 260   | 7,40  | 14    | ▲5  |
| Либеральный форум                                    | 168 612   | 3,65  | 0     | ▼10 |
| Коммунистическая партия Австрии                      | 22 016    | 0,48  | 0     | ▬   |
| Прочие партии (выставляли списки в отдельных землях) | 69 259    | 1,50  | 0     |     |
| Всего                                                | 4 622 354 | 100   | 183   |     |